# Међурић
Међурић је насељено место у саставу града Кутине, у Мославини, Хрватска.

## Становништво
На попису становништва 2011. године, Међурић је имао 485 становника.

## Попис 1991.
На попису становништва 1991. године, насељено место Међурић је имало 570 становника, следећег националног састава:
| Попис 1991.‍  | Попис 1991.‍  | Попис 1991.‍ | Попис 1991.‍ | Попис 1991.‍ |
| ------------ | ------------ | ----------- | ----------- | ----------- |
|              |              |             |             |             |
| Хрвати       | Хрвати       |             | 244         | 42,80%      |
| Чеси         | Чеси         |             | 243         | 42,63%      |
| Словаци      | Словаци      |             | 63          | 11,05%      |
| Срби         | Срби         |             | 6           | 1,05%       |
| Украјинци    | Украјинци    |             | 3           | 0,52%       |
| Југословени  | Југословени  |             | 1           | 0,17%       |
| Немци        | Немци        |             | 1           | 0,17%       |
| неопредељени | неопредељени |             | 7           | 1,22%       |
| непознато    | непознато    |             | 2           | 0,35%       |
| укупно: 570  |              |             |             |             |